# Пруди (Цілинний округ)
Пруди́ (рос. Пруды) — присілок у складі Цілинного округу Курганської області, Росія.
Населення — 96 осіб (2010, 173 у 2002).
Національний склад станом на 2002 рік:
- росіяни — 83 %